# Alloxiphidiopsis
Alloxiphidiopsis is een geslacht van rechtvleugeligen uit de familie sabelsprinkhanen (Tettigoniidae). De wetenschappelijke naam van dit geslacht is voor het eerst geldig gepubliceerd in 2007 door Liu & Zhang.

## Soorten
Het geslacht Alloxiphidiopsis omvat de volgende soorten:
- Alloxiphidiopsis cyclolamina Liu & Zhang, 2007
- Alloxiphidiopsis emarginata Tinkham, 1944
- Alloxiphidiopsis fingera Shi & Li, 2010
- Alloxiphidiopsis irregularis Bey-Bienko, 1962
- Alloxiphidiopsis longicauda Liu & Zhang, 2007
- Alloxiphidiopsis ovalis Liu & Zhang, 2007
- Alloxiphidiopsis quadratis Shi & Li, 2010